# Raivo Nõmmik
Raivo Nõmmik (ur. 11 kutego 1977 w Tallinnie) – estoński piłkarz, grający na pozycji obrońcy.

## Kariera
Występował w juniorach LSMK/Pantrid Tallinn, a następnie został piłkarzem Tallinna Norma. W barwach tego klubu zadebiutował w Meistriliidze w 1994 roku, mając wówczas 17 lat. W latach 1995–1996 był zawodnikiem Pärnu Tervis i Lelle SK. Następnie przeszedł do Flory Tallinn, z którą zdobył wicemistrzostwo (1997) i mistrzostwo (1998) kraju. Po krótkim epizodzie w fińskim MyPa wrócił do Estonii, zostając piłkarzem Viljandi Tulevik (wicemistrzostwo Estonii w sezonie 1999). W 2001 roku przeszedł do FC Kuressaare. Później grał jeszcze w klubach niższych lig: Hiiu Kalur Kärdla, Concordia Audentes, Tallinna Kalev i Nõmme United.
Osiemnastokrotnie występował w młodzieżowych reprezentacjach Estonii. W latach 1995–2000 rozegrał 17 spotkań w seniorskiej reprezentacji.

## Statystyki ligowe
| Sezon         | Klub                          | Liga          | Mecze | Gole |
| ------------- | ----------------------------- | ------------- | ----- | ---- |
| 1994/1995     | Tallinna FC Norma             | Meistriliiga  | ?     | ?    |
| 1995/1996     | Pärnu Tervis                  | Meistriliiga  | 15    | 0    |
| 1996/1997 (j) | Lelle SK                      | Meistriliiga  | 2     | 0    |
| 1996/1997 (w) | Tallinna FC Flora             | Meistriliiga  | 6     | 0    |
| 1997/1998 (j) | Tallinna FC Flora             | Meistriliiga  | 4     | 0    |
| 1998 (w)      | Myllykosken Pallo-47          | Veikkausliiga | 2     | 0    |
| 1998 (j)      | Viljandi JK Tulevik           | Meistriliiga  | 13    | 0    |
| 1999          | Viljandi JK Tulevik           | Meistriliiga  | 23    | 0    |
| 2000          | Viljandi JK Tulevik           | Meistriliiga  | 17    | 0    |
| 2001          | FC Kuressaare                 | Meistriliiga  | 19    | 0    |
| 2002          | FC Kuressaare                 | Esiliiga      | 14    | 0    |
| 2003          | FC Kuressaare                 | Meistriliiga  | ?     | ?    |
| 2004          | FC Kuressaare                 | Esiliiga      | ?     | ?    |
| 2005          | FC Concordia Audentes Tallinn | II Liiga      | 5     | 0    |
| 2006          | JK Tallinna Kalev             | Esiliiga      | 4     | 0    |
| 2009          | FC Nõmme United               | II Liiga      | 6     | 1    |